# Mariae Namen (Hanau)

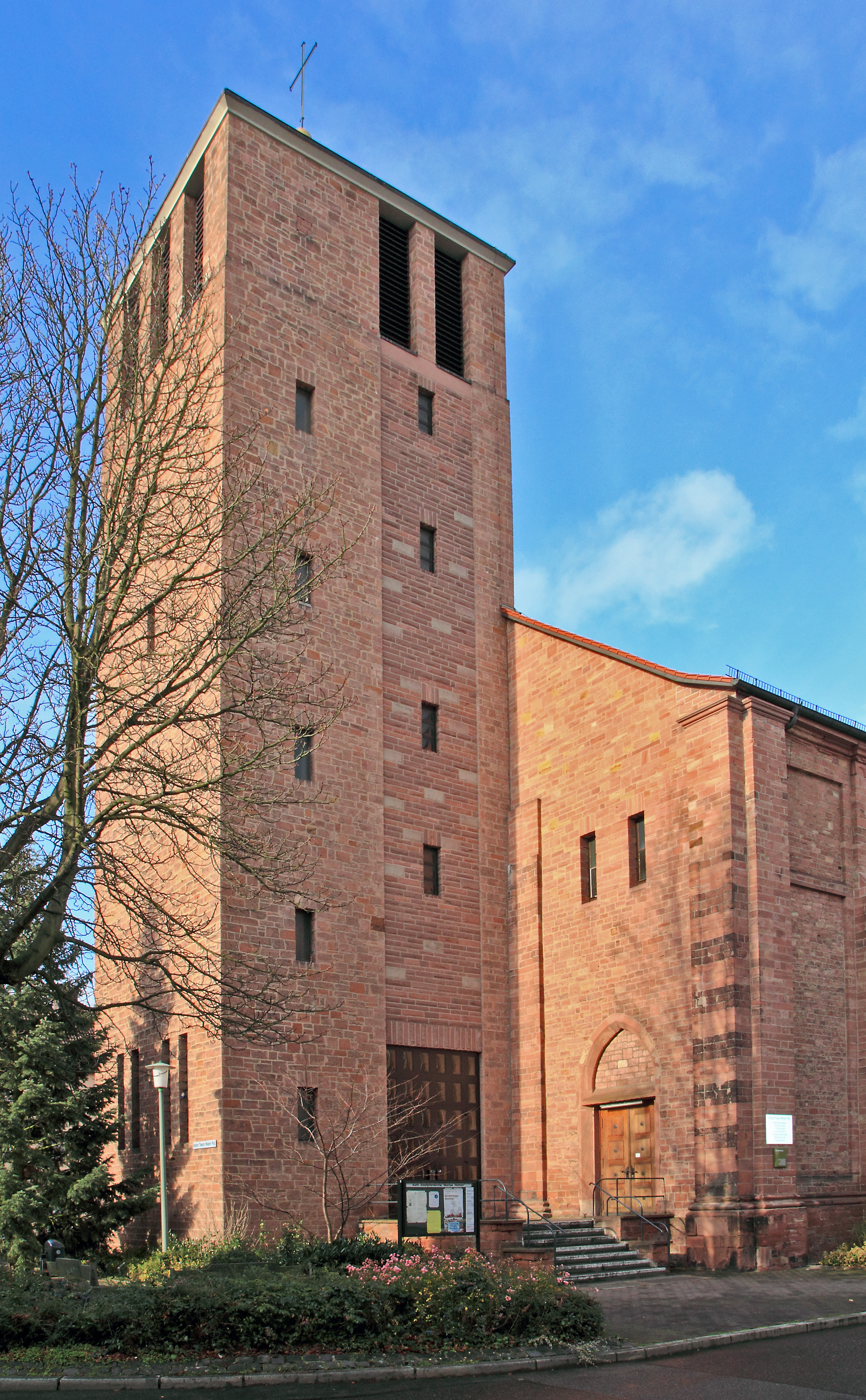
Mariä Namen in Hanau. Erkennbar die hell/dunkle Schichtung der rechten Gebäudeecke vom Ursprungsbau

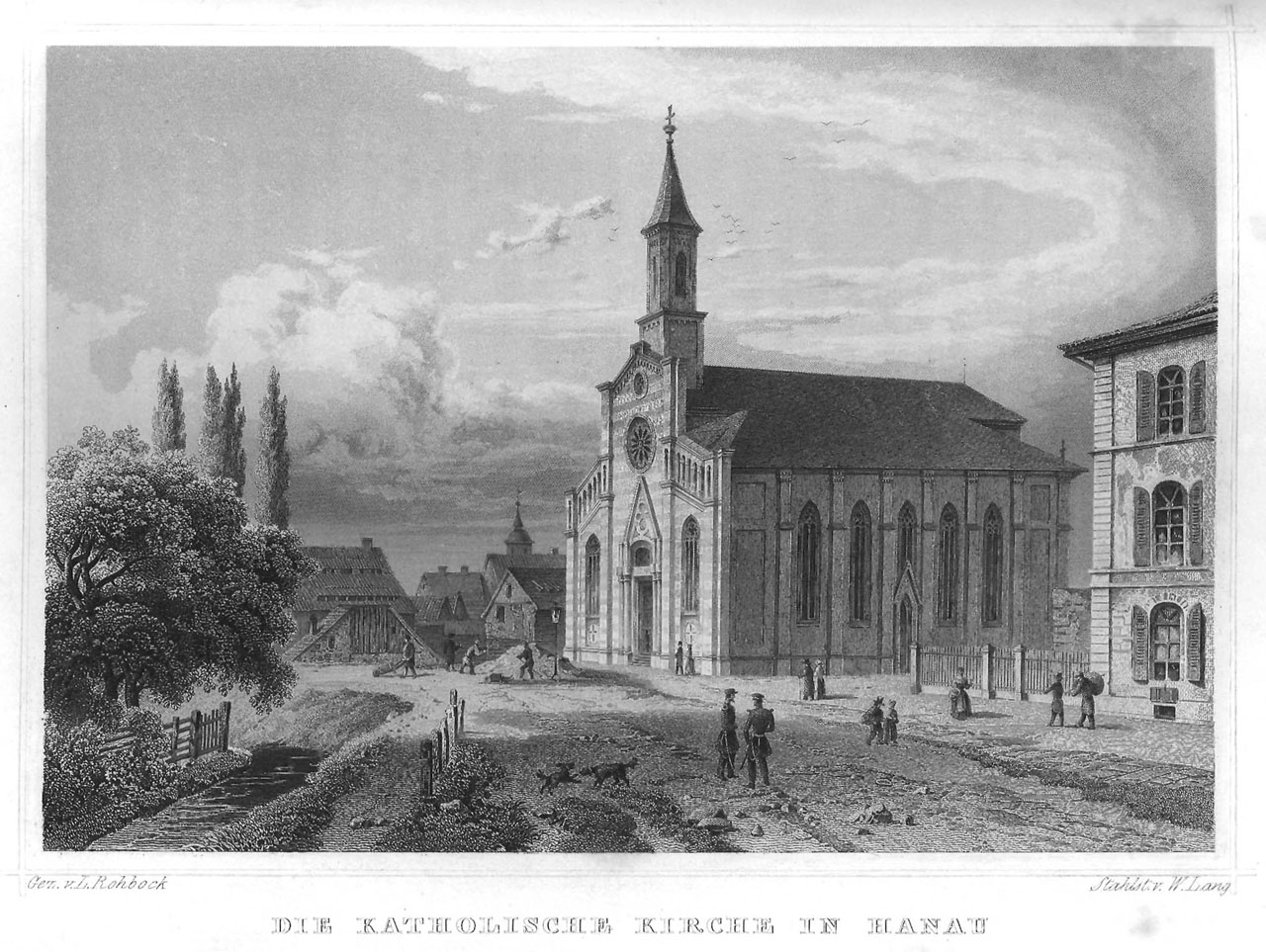
Die Kirche unmittelbar nach ihrer Erbauung (um 1850)

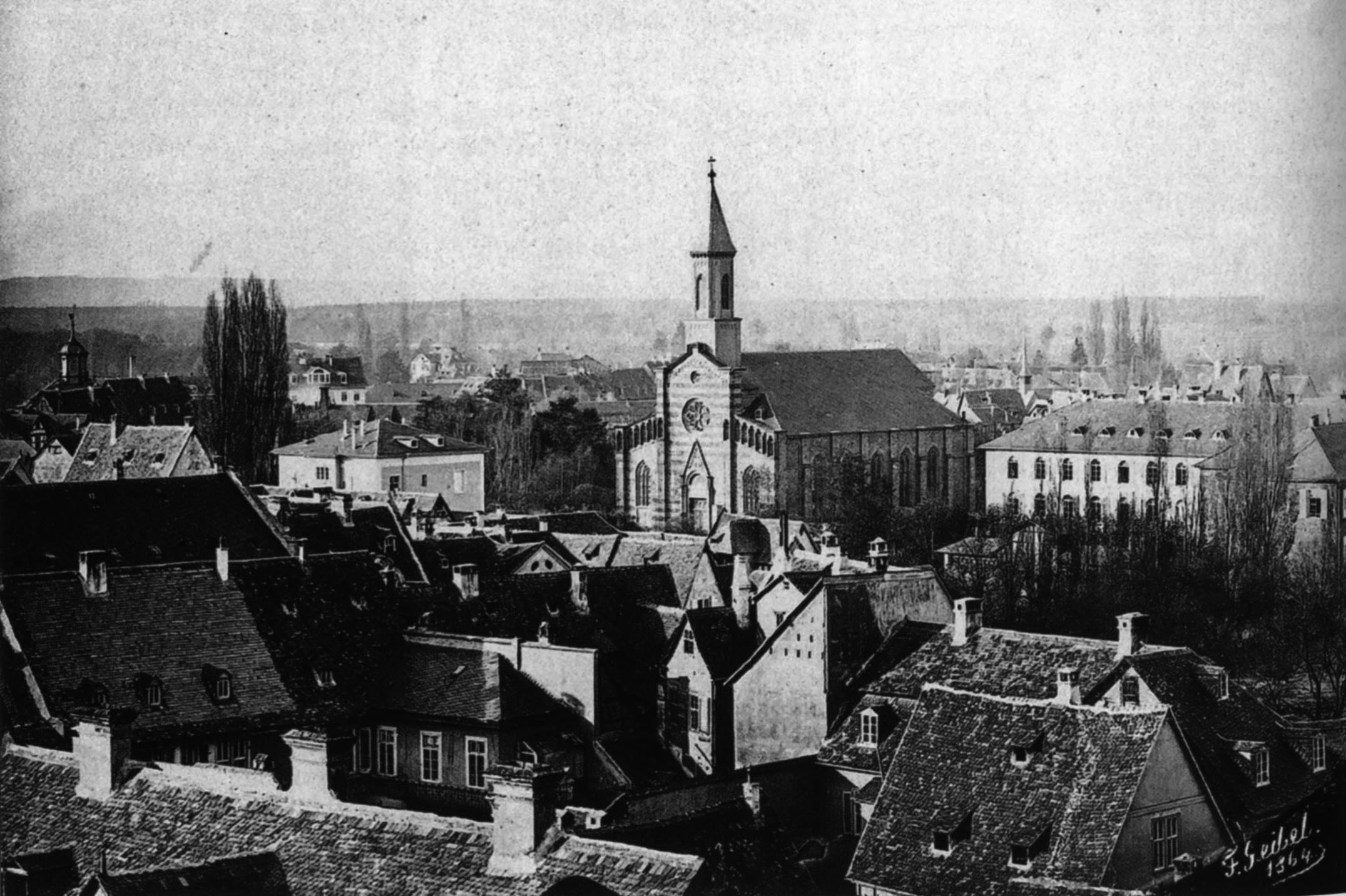
Foto von 1860/1865 aus südöstlicher Richtung, etwa vom Paradeplatz

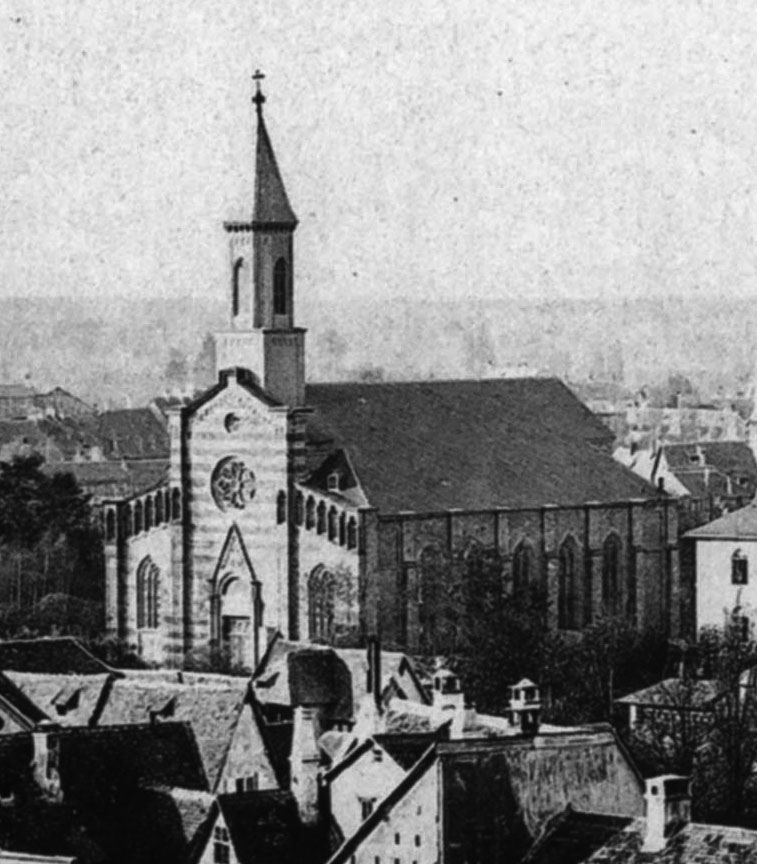
Ausschnitt aus dem vorangegangenen Bild

Die katholische Stadtpfarrkirche Mariae Namen ist die älteste römisch-katholische Kirche und Kirchengemeinde in Hanau. Seit 2021 ist sie die Pfarrkirche für die Großgemeinde St. Klara und Franziskus, Hanau.

## Geschichte
Das Kirchengebäude wurde in den Jahren 1842–1850 mit einer Bauunterbrechung von 1843 bis 1848 in neugotischem Stil errichtet. Die ursprüngliche Front wurde weitgehend durch den Wechsel von dunklen und roten Lagen aus Sandstein gestaltet und imitierte damit die von der Romanik bis in die Renaissance in Italien verwendeten polychromen Inkrustations-Fassaden. Architekten waren Julius Eugen Ruhl und Johann Caspar Stawitz. Es war das erste römisch-katholische Kirchengebäude in der Stadt nach der Reformation. Baugrundstück war der ehemalige Obstgarten der Grafen von Hanau, der Bangert, die ursprüngliche Adresse und im Volksmund auch heute noch: „Im Bangert“, auch wenn die offizielle Anschrift heute Dechant-Theodor-Weidner-Platz lautet.
Nachdem die Grafschaft Hanau Ende des 16. Jahrhunderts unter Graf Philipp Ludwig II. von Hanau-Münzenberg letztlich die reformierte Variante der Reformation angenommen hatte, mussten auch alle Untertanen diese Konfession annehmen, denn es galt: cuius regio, eius religio. Erst ab 1787 erlaubte der damalige Landesherr, Landgraf Wilhelm IX. von Hessen-Kassel den Gläubigen römisch-katholischer Konfession Gottesdienste abzuhalten. Das geschah zunächst in einem kleinen Betsaal in der Gärtnerstraße. 1809 wurde der römisch-katholischen Gemeinde Hanaus die Hospitalkirche zur Verfügung gestellt. Ob sie die Hospitalkirche aber genutzt hat, scheint zweifelhaft, da der römisch-katholische Gottesdienst auch 1811 noch in der Gärtnerstraße stattfand. Ab 1841 wurde damit begonnen, die erste eigene Kirche zu errichten. Die Baugeschichte war schwierig: Ursprünglich plante Julius Eugen Ruhl eine dreischiffige Basilika. Den halbfertigen Bau beschädigte am 14. Januar 1843 jedoch ein Sturm, woraufhin die Baustelle zunächst jahrelang ruhte und die Kirche dann 1848 bis 1850 kostengünstiger als Hallenkirche nach Plänen von Johann Caspar Stawitz vollendet wurde.
Im Zweiten Weltkrieg wurde die Kirche in den Luftangriffen auf Hanau erneut teilzerstört. Die heutige Kirche ist ein modernisierter, vereinfachter Wiederaufbau aus dem Jahr 1952 durch Albert Boßlet, dem der Historismus offensichtlich sehr fremd war. Der gestreiften Fassade lagerte er eine nüchtern-sachliche Fassade vor, die das ursprüngliche Streifenmuster nahezu vollständig verbirgt.
1981 wurde die heutige Kassettendecke eingebaut und die Verglasung im Kirchenschiff erneuert. 1999 wurde eine neue Sakristei in modernem Stil angefügt, die sich stockwerkshoch außen um den gesamten Chor legt.
Die Kirche ist ein Kulturdenkmal aufgrund des Hessischen Denkmalschutzgesetzes aus künstlerischen, geschichtlichen und städtebaulichen Gründen.

## Orgel
Die große, französisch-symphonische Orgel wurde 1989 von der Orgelbaufirma Gebrüder Oberlinger (Windesheim) erbaut. Initiator war Regionalkantor Raimund Murch, von welchem auch die Disposition stammt. Das Instrument hat 56 Register auf drei Manualen und Pedal. Die Spieltrakturen sind mechanisch, die Registertrakturen elektrisch. Das Instrument dient insbesondere auch zu Konzertzwecken.
| I Grand Orgue C–g3 |                    |        |
| 1.                 | Montre             | 16′    |
| 2.                 | Bourdon            | 16′    |
| 3.                 | Montre             | 08′    |
| 4.                 | Bourdon            | 08′    |
| 5.                 | Flûte harmonique 0 | 08′    |
| 6.                 | Gambe              | 08′    |
| 7.                 | Prestant           | 04′    |
| 8.                 | Flûte              | 04′    |
| 9.                 | Doublette          | 02′    |
| 10.                | Cornet V           | 08′    |
| 11.                | Fourniture IV      | 02 ⁄3′ |
| 12.                | Mixtur V           | 01 ⁄3′ |
| 13.                | Bombarde           | 16′    |
| 14.                | Trompette          | 08′    |
| 15.                | Clairon            | 04′    |

| II Positif C–g3 |              |        |
| 16.             | Bourdon      | 8′     |
| 17.             | Salicional   | 8′     |
| 18.             | Prestant     | 4′     |
| 19.             | Flûte        | 4′     |
| 20.             | Nasard       | 2 ⁄3′  |
| 21.             | Doublette    | 2′     |
| 22.             | Tierce       | 1 3⁄5′ |
| 23.             | Larigot      | 1 ⁄3′  |
| 24.             | Cymbale IV 0 | 1′     |
| 25.             | Trompette    | 8′     |
| 26.             | Cromorne     | 8′     |
|                 | Tremulant    |        |

| III Récit (schwellbar) C–g3 |                        |        |
| 27.                         | Bourdon                | 16′    |
| 28.                         | Principal              | 08′    |
| 29.                         | Bourdon                | 08′    |
| 30.                         | Gambe                  | 08′    |
| 31.                         | Voix céleste           | 08′    |
| 32.                         | Prestant               | 04′    |
| 33.                         | Flûte octaviante       | 04′    |
| 34.                         | Octavin                | 02′    |
| 35.                         | Cornet III             | 02 ⁄3′ |
| 36.                         | Plein jeu V            | 02′    |
| 37.                         | Basson                 | 16′    |
| 38.                         | Trompette harmonique 0 | 08′    |
| 39.                         | Hautbois               | 08′    |
| 40.                         | Voix humaine           | 08′    |
| 41.                         | Clairon                | 04′    |
|                             | Tremulant              |        |

| Chamades C–g3 |           |     |
| 42.           | Chamade 0 | 16′ |
| 43.           | Chamade   | 08′ |
| 44.           | Chamade   | 04′ |

| Pédale C–f1 |             |     |
| 45.         | Soubasse 0  | 32′ |
| 46.         | Montre      | 16′ |
| 47.         | Violon      | 16′ |
| 48.         | Soubasse    | 16′ |
| 49.         | Flûte       | 08′ |
| 50.         | Violoncelle | 08′ |
| 51.         | Bourdon     | 08′ |
| 52.         | Prestant    | 04′ |
| 53.         | Flûte       | 04′ |
| 54.         | Bombarde    | 16′ |
| 55.         | Trompette   | 08′ |
| 56.         | Clairon     | 04′ |

- Koppeln: II/I, III/I, III/II, I/P, II/P, III/P, Cham/I, Cham/II, Cham/P
- Spielhilfen: 256-fache Setzeranlage

## Glocken
Die Stadtpfarrkirche Mariae Namen besitzt das größte und umfangreichste katholische Geläute und gleichzeitig das Tontiefste Geläute neben der Marienkirche der Stadt Hanau. Das Geläute wurde in verschiedenen Abschnitten vervollständigt, zuletzt 1995 zum 50. Jahrestag der Zerstörung Hanau am 19. März 1945, am Heiligen Josephstag durch die besonders wohlklingende große Glocke Gloria Dei. Das Gesamtgeläute erklingt nach dem Salve Regina erweitert mit Oberoktave, das in dieser Tonlage nur selten in Deutschland anzutreffen ist. Ein beeindruckender Klang der besonders zu erwähnen ist, wenn an einem Hochfest die große Glocke über die Dächer der Stadt Hanau erklingt.

### Daten
| Nr. | Name                                                                             | Gießer, Gussort                                               | Gussjahr | Gewicht (kg) | Durchmesser (mm) | Nominal (HT-1/16) | Funktion (Solo)                                                          |
| 1   | Gloria Dei Zur Ehre Gottes                                                       | Glockengießerei Albert Bachert, Heilbronn                     | 1994     | 2730         | 1670             | c1 -9             | Festtagsglocke (Vorzeichen), Tod eines Papstes, Bischof oder Geistlichen |
| 2   | Salvator mundi Erlöser der Welt                                                  | Eifeler Glockengießerei Hans-August Mark, Brockscheid         | 1980     | 1250         | 1240             | e1 -10            | Sterbestunde Jesu (Freitags 15:00 Uhr)                                   |
| 3   | Salve regina mater misericordiae Sei gegrüßt, Königin, Mutter der Barmherzigkeit | Eifeler Glockengießerei Johannes Mark, Brockscheid            | 1971     | 750          | 1050             | g1 -6             | Angelus, Wandlung                                                        |
| 4   | Sursum corda Empor die Herzen                                                    | Glockengießerei Alfred Bachert, Bad Friedrichshall-Kochendorf | 1970     | 500          | 920              | a1 -6             | Messglocke (Vorzeichen)                                                  |
| 5   | Sancti angeli custodes Heilige Schutzengel                                       | Glockengießerei Albert Bachert, Heilbronn                     | 1994     | 401          | 841              | h1 -9             | Taufglocke                                                               |
| 6   | Requiescant in pace Sie mögen ruhen in Frieden                                   | Glockengießerei Heinrich Ulrich, Apolda                       | 1925     | 260          | 760              | c2 +4             | Totenglocke (Gemeindemitglieder)                                         |

### Läuteordnung
Zu den verschiedenen Zeiten und Anlässen des Kirchenjahres ertönen in der Läuteordnung festgelegte Motive.